# 加藤由佳
加藤由佳（かとう ゆか，1986年10月30日—），日本女子游泳运动员。愛知縣出生，畢業於桜丘中学校、桜丘高校及山梨学院大学。

## 生涯
2010年，加藤代表日本參加廣州亞運會游泳比賽的女子50米蝶泳、100米蝶泳、200米蝶泳及4x100米混合泳接力比賽，奪得兩銀一銅佳績。
2012年，加藤代表日本出戰英國倫敦舉行的奥林匹克运动会游泳比賽女子100米蝶泳及4×100米混合泳接力賽事，在接力項目奪得一面銅牌。